# Kaspar von Nostitz (Kammerrat)
Kaspar von Nostitz (* 1500 in Lampersdorf; † 22. März 1588 in Königsberg) war Kammerrat Albrechts von Preußen.

## Leben

### Herkunft und Familie
Kaspar von Nostiz entstammte dem Lausitzer Uradelsgeschlecht derer von Nostitz mit Besitzungen sowohl in der Oberlausitz als auch in Schlesien.

### Werdegang
Nostitz besuchte die Schule in Goldberg und studierte dann in Krakau, Wien und Wittenberg vorzugsweise Rechtswissenschaften. Nach Abschluss der Ausbildung trat er in den Dienst des neuen Herzogs von Preußen. Ab dem Jahr 1534 und bis zum Jahr 1577 war er auf dem Königsberger Schloss Hausvogt. Als Oberburggraf gehörte er im Jahr 1566 zur höchsten Behörde im Herzogtum, den Oberräten, wurde aber 1567 von der Herzogin zum Stellvertreter ihres abwesenden Hofmarschalls und Hofmeisters ernannt. Unter Herzog Albrecht Friedrich legte er nach Differenzen 1578 sein Hauptamt nieder.
Nostitz war Befürworter und Förderer der Reformation. Er war verheiratet und verfügte über einen Grundbesitz im Herzogtum von etwa 300 Hufen.

## Werke
- Kaspars von Nostitz Haushaltungsbuch des Fürstenthums Preussen 1578. Ein Quellenbeitrag zur politischen und Wirthschaftsgeschichte Altpreussens. Duncker & Humblot, Leipzig 1893 IA = Google Books